# Levester Bach
Der Levester Bach ist das etwa 4,4 Kilometer lange, orographisch rechte beziehungsweise östliche Quellgewässer der Südaue im Gebiet der Städte Gehrden und Barsinghausen in der Region Hannover in Niedersachsen (Deutschland).

## Geographie
Der Levester Bach entsteht im Calenberger Land nördlich des Wennigser Ortsteils Degersen aus mehreren Gräben, die den Bereich zwischen Degersen, dem Gehrdener Stadtteil Redderse und dem Gehrdener Berg entwässern.
Er fließt durch Redderse, nimmt bei Leveste den Schleifbach auf und passiert dieses westlich und vereinigt sich östlich des Barsinghäuser Stadtteils Eckerde mit dem Stockbach zur Südaue. Der Gewässerverlauf ab Redderse fällt auf 4,424 km Länge in die Zuständigkeit des Unterhaltungsverbandes 53.

## Sehenswürdigkeiten und Bauwerke
Der Levester Bach passiert am Westrand von Leveste das Rittergut Leveste.
Siehe hierzu die Beschreibung der Sehenswürdigkeiten in Leveste.